# NASA Astronaut Group 18

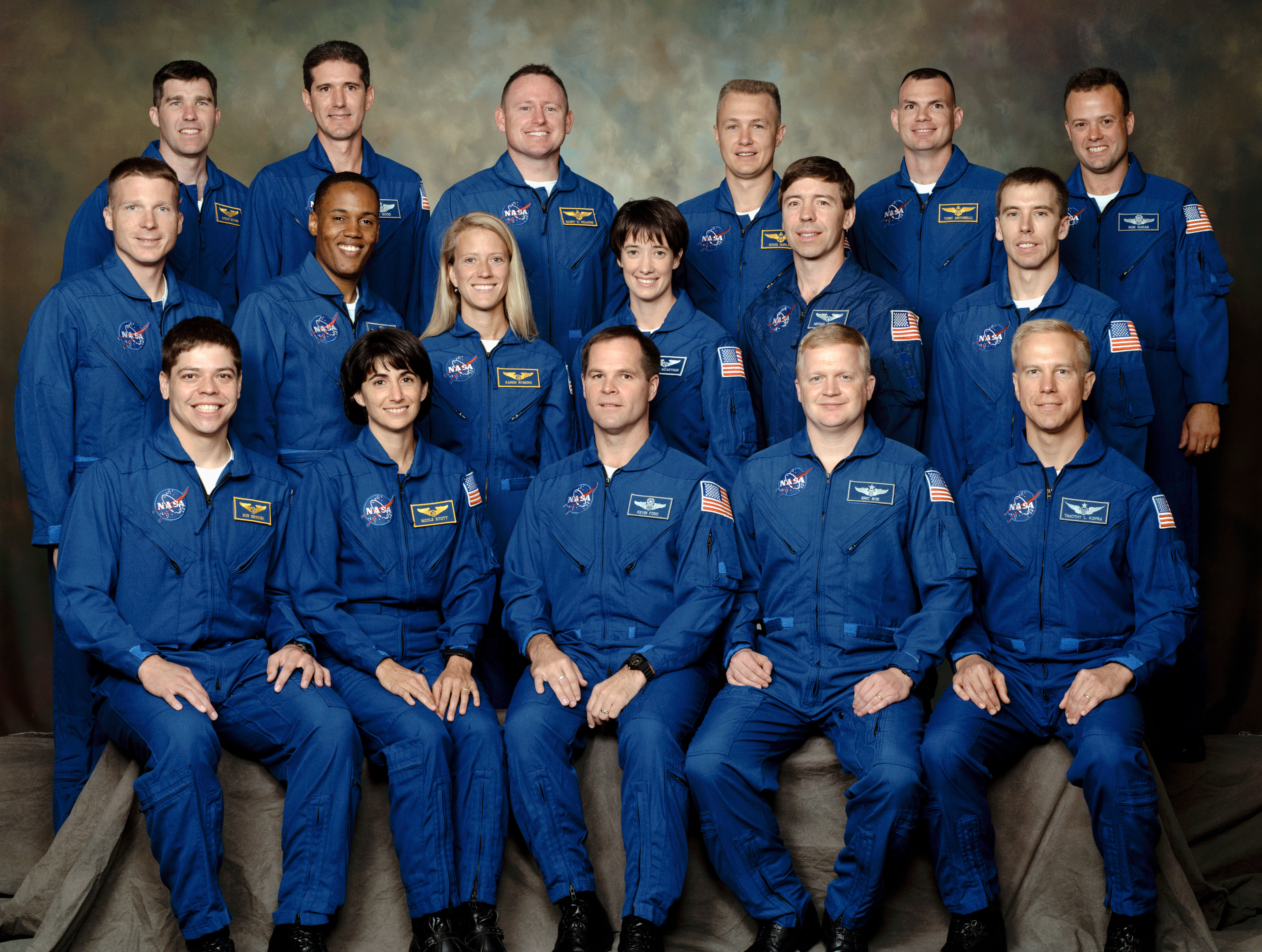
Prima fila, seduti da sinistra: Behnken, Stott, Ford, Boe, Kopra.
Fila intermedia, in piedi da sinistra: Virts, Drew, Nyberg, McArthur, Baratt, Feustel.
Ultima fila, da sinistra: Bowen, Good, Wilmore, Hurley, Antonelli, Garan

NASA Astronaut Group 18 (The Bugs). Il gruppo è formato da sette piloti e dieci specialisti di missione. È stato selezionato nell'agosto del 2000.

## Elenco degli astronauti

### Piloti
- Dominic Antonelli (Rit.)

STS-119, Pilota
STS-132, Pilota
- Eric Boe

STS-126, Pilota
STS-133, Pilota
- Kevin Ford (Rit.)

STS-128, Pilota
Sojuz TMA-06M
Expedition 33/34, Ingegnere di volo
- Ronald Garan (Rit.)

STS-124, Specialista di Missione
Sojuz TMA-21
Expedition 27/28, Ingegnere di volo
- Douglas Hurley (Rit.)

STS-127, Pilota
STS-135, Pilota
SpaceX Crew Dragon Demo 2, Comandante
Expedition 63, Ingegnere di volo
- Terry Virts (Rit.)

STS-130, Pilota
Sojuz TMA-15M
Expedition 42, Ingegnere di volo
Expedition 43, Comandante
- Barry Wilmore

STS-129, Pilota
Sojuz TMA-14M
Expedition 41, Ingegnere di volo
Expedition 42, Comandante
Boeing Crewed Flight Test, Comandante

### Specialisti di Missione
- Michael Barratt

Sojuz TMA-14
Expedition 19/20, Ingegnere di volo
STS-133, Specialista di Missione
SpaceX Crew-8, Pilota
Expedition 71, Ingegnere di volo
- Robert Behnken (Rit.)

STS-123, Specialista di Missione
STS-130, Specialista di Missione
SpaceX Crew Dragon Demo 2, Comandante delle operazioni congiunte
Expedition 63, Ingegnere di volo
- Stephen Bowen

STS-126, Specialista di Missione
STS-132, Specialista di Missione
STS-133, Specialista di Missione
SpaceX Crew-6, Comandante
Expedition 69, Ingegnere di volo
- Alvin Drew (Rit.)

STS-118, Specialista di Missione
STS-133, Specialista di Missione
- Andrew Feustel (Rit.)

STS-125, Specialista di Missione
STS-134, Specialista di Missione
Sojuz MS-08
Expedition 55, Ingegnere di volo
Expedition 56, Comandante
- Michael Good (Rit.)

STS-125, Specialista di Missione
STS-132, Specialista di Missione
- Timothy Kopra (Rit.)

STS-127, Specialista di Missione
Expedition 20, Ingegnere di volo
STS-128, Specialista di Missione
Expedition 46, Ingegnere di volo
Expedition 47, Comandante
- Megan McArthur

STS-125, Specialista di Missione
SpaceX Crew-2, Pilota
Expedition 65, Ingegnere di volo
- Karen Nyberg (Rit.)

STS-124, Specialista di Missione
Sojuz TMA-09M
Expedition 36/37, Ingegnere di volo
- Nicole Stott (Rit.)

STS-128 / STS-129, Specialista di Missione
Expedition 20/21, Ingegnere di volo
STS-133, Specialista di Missione